# Unfold
Unfold est un groupe de sludge metal et post-hardcore suisse, originaire d'Yverdon-les-Bains, dans le canton de Vaud. Ils sortent en 2017 leur quatrième album, Banshee O Beast.

## Biographie
Unfold est formé en 1995 à Yverdon-les-Bains, dans le canton de Vaud. Deux ans plus tard, en 1997, le groupe publie son premier EP, Five, support choisi pour démarcher les salles de concerts. Malgré la différence de style, Unfold et le groupe Shovel s'associent l'année suivante, en 1998, pour l'enregistrement d'un split. 
Le groupe connaît son premier changement de formation quelque temps plus tard, puis rejoint Uppsala et le producteur Daniel Bergstrand (Meshuggah, In Flames) pour l'enregistrement de leur premier album studio, Pure, en 2000. L'album comprend des éléments de metalcore et nu metal. Ils tournent en soutien à l'album et y rencontrent un franc succès. Cependant, Unfold connait un nouveau changement de formation, et finit par se stabiliser avec Danek R. (chant), Elie (guitare), Laurent (batterie), Alain (guitare), et Vincent (basse). En 2001, ils enregistrent un split avec le groupe suédois Seething. Au premier trimestre 2003, Unfold publie son album Aeon Aony.
Après la sortie de Aeon Aony, le groupe se sépare. Les musiciens iront former d’autres groupes parallèles. Alain et Laurent T. forment le groupe Vancouver et publient l’album The Moment en 2004), Danek R. forme le groupe de punk hardcore Houston Swing Engine qui sort les albums The Tiger Flamboyant en 2005 et Entre hommes en 2007, et Vincent Devaud forme Forceed qui sort les albums Idyl of Estreya en 2003 et Ivory Marsh en 2006,.
Après une pause de plusieurs années, ils se réunissent et publient en 2011 leur troisième album, Cosmogon. L'album comprend notamment la chanson de 13 minutes, Ethera. Cosmogon est positivement accueilli par l'ensemble de la presse spécialisée,. La même année, le groupe joue en concert au Rock Altitude Festival.

## Membres

### Membres actuels
- Bastien – basse
- Danek – chant
- Elie – guitare, claviers
- Ian – guitare
- Laurent – batterie

### Anciens membres
- Christian – guitare
- Laurent – basse
- Vincent – basse
- Alain – guitare, claviers
- Simon – guitare, claviers

## Discographie

### Albums studio
- 2000 : Pure
- 2003 : Aeon Aony
- 2011 : Cosmogon
- 2017 : Banshee O Beast
- 2024 : Feral Future

### EP
- 1997 : Five

### Splits
- 1998 : split avec Shovel
- 2001 : split avec Seethings